# La Boîte à musique des Enfoirés
Pour les articles homonymes, voir Boîte à musique (homonymie).
Albums de Les Enfoirés
Le Bal des Enfoirés
(2012) Bon anniversaire les Enfoirés
(2014)
La Boîte à musique des Enfoirés est le vingt-troisième album des Enfoirés, enregistré lors de leur série de concerts au Palais omnisports de Paris-Bercy du  23 au 28 janvier 2013. L'album s'est vendu à 430 100 exemplaires.

## Diffusion télévisée
Le concert a été retransmis le vendredi 15 mars 2013 sur TF1 et RTL TVI (dans le cadre de Tous contre les hépatites 2013) à partir d'un montage de la captation des trois dernières prestations, d'une durée de 4 h 30 chacune.

## Liste des chansons
Voici la liste des chansons interprétées à l'occasion du concert du dimanche 27 janvier au soir : 
Chanson
1. Jeanne (Laurent Voulzy) (3:57) : Nolwenn Leroy, Lorie, Christophe Maé, Maurane, Matt Pokora, Christophe Willem
2. Fils de personne (Johnny Hallyday) (3:22) : Jean-Louis Aubert, Gad Elmaleh, Garou
3. Medley : La Mode (18:46)
  1. Le sens de la vie (Tal) : Alizée, Jenifer
  2. Call me maybe (Carly Rae Jepsen) : Pascal Obispo, Christophe Willem
  3. C'est beau la bourgeoisie (Discobitch) : Renan Luce, Zazie
  4. Ai se eu te pego (Michel Teló) : Christophe Maé, Shy'm
  5. Et alors (Shy'm) : Claire Keim, Zaz
  6. Gangnam Style (Psy) : Amel Bent, Lorie, Mika, Zazie
  7. À la pêche aux moules (chanson enfantine) : Gérard Jugnot
4. Morgane de toi (Renaud) (5:38) : Jean-Louis Aubert, Thomas Dutronc, Grégoire, Zazie
5. Medley : Ma direction (9:55)
  1. Ma direction (Sexion d'assaut) : Patrick Fiori, Jean-Baptiste Maunier, M. Pokora
  2. Je sais où aller (Patrick Fiori) : Chimène Badi, Jean-Jacques Goldman
  3. Viens sur la montagne (Marie Laforêt) : Michèle Laroque, Mimie Mathy
  4. Week-end à Rome (Étienne Daho) : Thomas Dutronc, Nolwenn Leroy
  5. Chez moi (Serge Lama) : Patrick Bruel, Garou
6. Someone like You (Adele) (5:50) : Chimène Badi, Amel Bent, Maurane, Zaz
7. Medley : Danse avec Bernard (17:44)
  1. Oui mais... non (Mylène Farmer) : Alizée, Christophe Willem
  2. Moi, je suis tango (Guy Marchand) : Gérard Jugnot, Maxime Le Forestier
  3. You're Beautiful (James Blunt) : Jean-Baptiste Maunier, Natasha St-Pier
  4. La Java bleue (Fréhel) : Patrick Chesnais, Thomas Dutronc
  5. Les sunlights des Tropiques (Gilbert Montagné) : Gad Elmaleh, Michael Jones
8. Place des grands hommes (Patrick Bruel) (5:45) : Michèle Laroque, Renan Luce, Christophe Maé, Pascal Obispo
9. J'ai vu (Niagara) (4:57) : Michael Jones, Lorie, Christophe Maé, Mika, Zaz
10. Medley : La soirée diapos (9:57)
  1. Le coup de soleil (Richard Cocciante) : Garou, Hélène Ségara
  2. Regarde-moi bien en face (Gérald de Palmas) : Patrick Fiori, Pascal Obispo
  3. À présent, tu peux t'en aller (Richard Anthony) : Patrick Bruel, Nolwenn Leroy
  4. Rien que de l'eau (Véronique Sanson) : Lorie, Shy'm
  5. C'est dit (Calogero) : Mimie Mathy, Amel Bent
11. La dame brune (Barbara / Georges Moustaki) (4:08) : Bénabar, Jenifer, Maxime Le Forestier, MC Solaar, Tal, Zazie
12. New York avec toi (Téléphone) (5:46) : Claire Keim, Nolwenn Leroy, Shy'm
  1. Faut que j'me tire ailleurs (Bill Deraime) : Claire Keim, Nolwenn Leroy, Shy'm
  2. L'Amérique (Joe Dassin) : Patrick Bruel
13. C'est moi (C. Jérôme) (4:01) : Jean-Louis Aubert, Amel Bent, Patrick Bruel, Jean-Jacques Goldman, Grégoire, M. Pokora
14. Donne-moi le temps (Jenifer) (4:16) : Alizée, Claire Keim, Natasha St-Pier, Hélène Ségara
15. Fais pas ci, fais pas ça (Jacques Dutronc) (3:02) : Yannick Agnel, Bénabar, Nicolas Canteloup, Thomas Dutronc, Gad Elmaleh, Grégoire, Renan Luce, MC Solaar
16. Medley : Un collège au théâtre (12:55)
  1. Les Yeux d'Elsa (Louis Aragon) : Patrick Bruel, Mimie Mathy
  2. T'es OK (Ottawan) : MC Solaar
  3. Heureux qui comme Ulysse (Joachim du Bellay) : Patrick Chesnais, Maurane
  4. C'est ma terre (Christophe Maé) : Jean-Baptiste Maunier, Tal
  5. Tirade du nez (Edmond Rostand) : Patrick Bruel, Patrick Chesnais
  6. Mignon, mignon (René la Taupe) : Gérard Jugnot, Natasha St-Pier
  7. On ne badine pas avec l'amour (Alfred de Musset) : Patrick Bruel, Patrick Chesnais
  8. À ma place (Axel Bauer / Zazie) : Patrick Fiori, Jenifer
  9. La langue de chez nous (Yves Duteil) : Jean-Jacques Goldman, Patrick Bruel, Mimie Mathy, Jean-Baptiste Maunier
17. Attention au départ (Les Enfoirés) (3:01) : Chimène Badi, Patrick Fiori, Garou, Nolwenn Leroy, Pascal Obispo, Natasha St-Pier, Shy'm, Zaz
18. La Chanson des Restos (Les Enfoirés) (2:26) : Les Enfoirés

## Fiche technique
Musiciens
- Claviers
  - Ian Aledji
  - Michel Amsellem
  - Sébastien Cortella
- Guitares
  - Hervé Brault
  - Sébastien Chouard
- Basse
  - Guy Delacroix
- Batterie
  - Laurent Faucheux
- Direction d'orchestre
  - Guy Delacroix

Copiste
- Véronique Duval

Prompteur
- David Introligator

Backline
- Gérard Cervelli, Danielo Carnisa & Luc Vindras

Réalisation émission
- Pascal Duchêne

Montage
- Jean-Pierre Baiesi

Direction artistique
- Anne Marcassus, Yves Mayet, Alexis Grosbois & Jean-Philippe Lemonnier

## Hymne
L'hymne des Enfoirés 2013 est une chanson inédite intitulée Attention au départ, écrite et composée par Jean-Jacques Goldman. Elle est disponible en téléchargement légal depuis le 3 décembre 2012. Depuis mi-février 2013, elle existe aussi en clip vidéo.

## Artistes
41 artistes ont participé à au moins un des sept concerts. Un astérisque (*) signifie que l’artiste était présent aux sept concerts et une petite flèche (→) signifie que c'est la première participation de l'artiste:
- Yannick Agnel (Première Participation) (27 à 20 h et 28)→
- Alizée*
- Jean-Louis Aubert*
- Chimène Badi (27 et 28)
- Bénabar*
- Amel Bent (sauf les 25, 26, 27 à 13 h 30)
- Patrick Bruel (sauf le 26)
- Nicolas Canteloup (26, 27, 28)
- Patrick Chesnais (Première Participation) (27 à 20 h et 28)→
- Thomas Dutronc*
- Gad Elmaleh (sauf les 23 et 24)
- Patrick Fiori*
- Garou (sauf le 25)
- Jean-Marc Généreux (Première participation) (27 à 20h et 28)→
- Jean-Jacques Goldman*
- Grégoire*
- Jenifer (sauf les 25 et 26)
- Michael Jones*
- Gérard Jugnot (27 à 20 h et 28)
- Claire Keim*
- Michèle Laroque*
- Maxime Le Forestier*
- Nolwenn Leroy (23, 27, 28)
- Lorie*
- Renan Luce*
- Christophe Maé*
- Mimie Mathy*
- Jean-Baptiste Maunier*
- Maurane (sauf le 27 à 13h30)
- MC Solaar*
- Mika (Première Participation)(27 à 20 h et 28)→
- Pascal Obispo*
- M. Pokora (sauf les 25 et 26)
- Hélène Ségara*
- Shy'm (sauf les 25 et 26)
- Natasha St-Pier*
- Tal (Première Participation)(23, 27, 28)→
- Christophe Willem*
- Zaz*
- Zazie (sauf le 23)

## Intermèdes
En plus des tableaux présents sur les CD et DVD, les artistes chantent des tubes de leur répertoire ou d'autres artistes, pendant les changements de décors. :
- Jean-Louis Aubert chante Un autre monde
- Bénabar chante Le dîner
- Patrick Bruel chante Casser la voix
- Patrick Fiori, Garou et Pascal Obispo chantent Belle
- Jean-Jacques Goldman chante "Famille"
- Grégoire chante Ta main et Toi + Moi
- Michael Jones chante Say It Ain't So, Joe (de Murray Head)
- Renan Luce chante La lettre
- Maxime Le Forestier chante San Francisco
- Mimie Mathy chante L'Amitié (de Françoise Hardy)
- Mika et Shy'm chantent Elle me dit
- Pascal Obispo chante Allumer le feu (de Johnny Hallyday)

## Classements hebdomadaires
| Classement (2013)            | Meilleure place |
| ---------------------------- | --------------- |
| Belgique (Flandre Ultratop)  | 29              |
| Belgique (Wallonie Ultratop) | 1               |
| France (SNEP)                | 1               |
| Suisse (Schweizer Hitparade) | 2               |

## Certifications
| Pays          | Certification | Unités certifiées |
| ------------- | ------------- | ----------------- |
| Suisse (IFPI) | Or            | 7 500             |